# Anthony Berenstein
Anthony Berenstein (Amsterdam, 2 maart 1997) is een Nederlands voetballer die als verdediger speelt.

## Carrière
Anthony Berenstein maakte op 5 augustus 2016 zijn debuut in het betaald voetbal voor FC Dordrecht, in de met 1-1 gelijk gespeelde thuiswedstrijd tegen FC Oss. Hij wist echter nooit een vaste waarde te worden voor de Dordtenaren en verkaste in augustus 2017 naar amateurclub Magreb '90. Vier maanden later vertrok hij alweer, vanweg de onrust die er heerste bij de club.
In februari 2018 tekende Berenstein na een succesvolle proefperiode een contract tot medio 2019 bij FC Volendam, waar hij in eerste instantie aansloot bij het tweede elftal. Hij debuteerde voor Volendam op 30 maart 2018, in de met 2-2 gelijkgespeelde uitwedstrijd tegen SC Cambuur, waarin hij gelijk zijn eerste doelpunt scoorde. In 2019 vertrok hij na anderhalf jaar bij Volendam, om bij provinciegenoot Telstar te gaan spelen. Bij deze club werd hij door trainer Andries Jonker omgeschoold van flankspeler naar verdediger. Hij speelde in totaal drie seizoenen voor Telstar, waarna hij in 2022 naar GVVV vertrok.

### Carrièrestatistieken

#### Beloften
| Seizoen                     | Club             | Land            | Competitie         | Competitie | Competitie | Overig | Overig | Totaal | Totaal |
| Seizoen                     | Club             | Land            | Competitie         | Wed.       | Dlp.       | Wed.   | Dlp.   | Wed.   | Dlp.   |
| --------------------------- | ---------------- | --------------- | ------------------ | ---------- | ---------- | ------ | ------ | ------ | ------ |
| 2017/18                     | Jong FC Volendam | Nederland       | Derde divisie zat. | 8          | 2          | 1      | 0      | 9      | 2      |
| 2018/19                     | Jong FC Volendam | Nederland       | Derde divisie zon. | 4          | 0          | –      | –      | 4      | 0      |
| Totaal beloften             | Totaal beloften  | Totaal beloften | Totaal beloften    | 12         | 2          | 1      | 0      | 13     | 2      |
| Bijgewerkt op 12 maart 2023 |                  |                 |                    |            |            |        |        |        |        |

#### Senioren
| Seizoen                         | Club            | Land            | Competitie         | Competitie | Competitie | Beker | Beker | Overig | Overig | Totaal | Totaal |
| Seizoen                         | Club            | Land            | Competitie         | Wed.       | Dlp.       | Wed.  | Dlp.  | Wed.   | Dlp.   | Wed.   | Dlp.   |
| ------------------------------- | --------------- | --------------- | ------------------ | ---------- | ---------- | ----- | ----- | ------ | ------ | ------ | ------ |
| 2016/17                         | FC Dordrecht    | Nederland       | Eerste divisie     | 8          | 0          | 0     | 0     | –      | –      | 8      | 0      |
| 2017/18                         | Magreb '90      | Nederland       | Derde divisie zat. | 12         | 1          | 1     | 0     | –      | –      | 13     | 1      |
| 2017/18                         | FC Volendam     | Nederland       | Eerste divisie     | 7          | 2          | 0     | 0     | –      | –      | 7      | 2      |
| 2018/19                         | FC Volendam     | Nederland       | Eerste divisie     | 33         | 3          | 1     | 0     | –      | –      | 34     | 3      |
| 2019/20                         | Telstar         | Nederland       | Eerste divisie     | 21         | 2          | 2     | 1     | –      | –      | 23     | 3      |
| 2020/21                         | Telstar         | Nederland       | Eerste divisie     | 16         | 0          | 0     | 0     | –      | –      | 16     | 0      |
| 2021/22                         | Telstar         | Nederland       | Eerste divisie     | 18         | 0          | 2     | 0     | –      | –      | 20     | 0      |
| 2022/23                         | GVVV            | Nederland       | Derde divisie zat. | 21         | 2          | 1     | 0     | –      | –      | 22     | 2      |
| Totaal senioren                 | Totaal senioren | Totaal senioren | Totaal senioren    | 136        | 10         | 7     | 1     | 0      | 0      | 143    | 11     |
| Carrièretotaal                  | Carrièretotaal  | Carrièretotaal  | Carrièretotaal     | 148        | 12         | 7     | 1     | 1      | 0      | 156    | 13     |
| Bijgewerkt op 11 september 2023 |                 |                 |                    |            |            |       |       |        |        |        |        |